# Quốc huy Singapore
Quốc huy Singapore là một biểu tượng huy hiệu đại diện cho Singapore. Quốc huy được thông qua vào năm 1959, là năm Singapore được tự quản trong Đế quốc Anh. Ủy ban thiết lập quốc huy do Phó thủ tướng Đỗ Tiến Tài đứng đầu, ủy ban này cũng chịu trách nhiệm tạo ra quốc kỳ và quốc ca của Singapore.
Ở trung tâm của huy hiệu là một nền đỏ với một trăng lưỡi liềm trắng và 5 sao trắng, được một con sư tử và một con hổ đỡ; bên dưới chúng là một dải màu lam viết dòng chữ Majulah Singapura màu vàng. Quốc huy bị hạn chế sử dụng trong chính phủ, song biểu tượng được sử dụng rộng rãi trên quốc tệ và trang trí quốc gia, và xuất hiện trên bìa hộ chiếu quốc gia.

## Lịch sử
Khi Singapore được tự quản vào năm 1959, Thủ tướng Lý Quang Diệu quyết định thiết lập một huy hiệu cho quốc gia mới nhằm thay thế quốc huy Anh Quốc được sử dụng cho đến đương thời. Một ủy ban được thiết lập nhằm tạo nên thiết kế về những biểu trưng quốc gia, đứng đầu là Phó thủ tướng Đỗ Tiến Tài, người này muốn quốc huy và quốc kỳ của Singapore tượng trưng cho xã hội thống nhất, đa dân tộc của quốc gia.
Quốc huy và quốc kỳ được thiết lập trong vòng hai tháng. Một pháp luật thiết lập các biểu trưng quốc gia của Singapore được Bộ trưởng Văn hóa S Rajaratnam trình lên Quốc hội, và được phê chuẩn vào tháng 11 năm 1959. Ngày 3 tháng 12 năm 1959, quốc huy, quốc kỳ và quốc ca lần đầu tiên được trình bày cho nhân dân Singapore.
Đỗ Tiến Tài nói trong một cuộc phỏng vấn vào năm 1989 rằng khi được giao nhiệm vụ thiết lập các biểu trưng quốc gia, "ngoại trừ quốc ca chúng tôi phải tạo ra quốc kỳ và quốc huy", và ông cảm thấy rằng quốc kỳ mới của Singapore cần phải được bay cạnh quốc kỳ Liên hiệp. Đỗ Tiến Tài nói thêm:
Trên phương diện quốc huy, chúng ta lại có năm sao và trăng non... Một sư tử bên cạnh con hổ. Hổ tất nhiên là động vật mang tính địa phương hơn sư tử. [Huy hiệu] Hội đồng thành phố cũ có một sư tử. Nó đã dung hợp các khái niệm của chúng ta về tự quản của Singapore.

## Biểu tượng
Hình trung tâm của quốc huy là một khiên đỏ với 5 sao trắng phía trên một trăng lưỡi liềm, tương tự như trăng lưỡi liềm và sao sử dụng trên quốc kỳ và các biểu trưng quốc gia khác như thuyền kỳ quốc gia cho thuyền dân sự. Màu đỏ tượng trưng cho "thế giới đại đồng và bình đẳng của con người" và màu trắng tượng trưng cho "thuần khiết và mỹ đức phổ quát và vĩnh viễn". Trăng lưỡi liềm "tượng trưng cho một quốc gia trẻ đang lên". Năm sao tượng trưng cho "các lý tưởng quốc gia về dân chủ, hòa bình, tiến bộ, công chính, và bình đẳng".
Đỡ khiên là một con sư tử và một con hổ: hổ tượng trưng cho liên kết mang tính lịch sử với Malaysia còn sư tử tượng trưng cho bản thân Singapore. Bên dưới hai con vật là một dải màu lam viết khẩu hiệu quốc gia Majulah Singapura màu vàng. Majulah Singapura cũng là tiêu đề của quốc ca; nó có nghĩa là "Singapore tiến lên" trong tiếng Mã Lai.

## Sử dụng

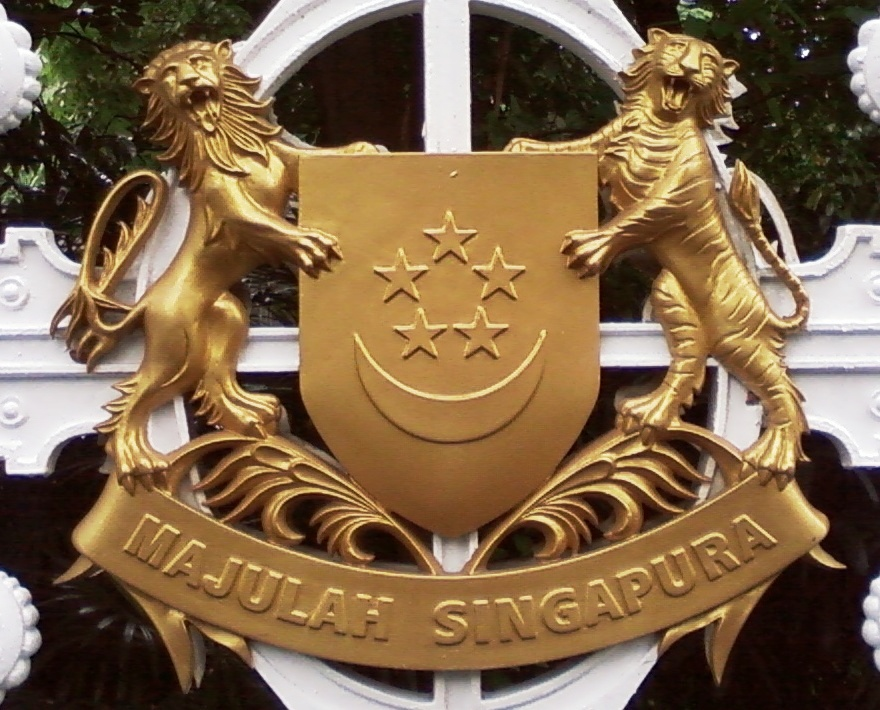
Quốc huy Singapore được mô tả tại cổng chính của Istana, dinh thự chính thức của Tổng thống Singapore

Năm 1985, the Cơ quan Tiền tệ Singapore (MAS) bắt đầu phát hành loạt tiền kim loại thứ nhì. Quốc huy được thể hiện ở mặt trái của những tiền kim loại này, bao quanh là dòng chữ thể hiện tên của Singapore trong bốn ngôn ngữ chính thức (Hoa, Mã Lai, Tamil và Anh) và năm đúc tiền. Năm 1987, tiền kim loại dollar được đưa vào lưu thông cũng có kiểu tương tự.
Theo Cơ quan Tiền tệ Singapore, quốc huy cũng xuất hiện trên toàn bộ giấy bạc của Singapore kể từ loạt "Orchid" năm 1967. Trang trí quốc gia của Singapore cũng miêu tả quốc huy trên những huy chương lớn. Chẳng hạn các huy chương Darjah Utama Temasek và Sijil Kemuliaan sử dụng toàn bộ thiết kế quốc huy, trong khi huy chương Darjah Utama Bakti Cemerlang thể hiện phần khiên.

## Hướng dẫn
Theo Điều lệ Quốc huy và Quốc kỳ và Quốc ca Singapore, việc sử dụng quốc huy bị hạn chế trong chính phủ. Nếu không có sự cho phép rõ ràng từ Bộ Thông tin, Truyền thông và Nghệ thuật thì không cá nhân hay tổ chức nào được phép in ấn, chế tạo, trưng bày và bán bất kỳ thứ gì miêu tả quốc huy. Điều lệ cũng cấm chỉ việc sử dụng bất kỳ biểu trưng nào có thể dễ dàng gây nhầm lẫn với quốc huy. Những cá nhân muốn được sử dụng quốc huy trên một tác phẩm văn học cần phải được sự cho phép từ trước của Bộ Thông tin, Truyền thông và Nghệ thuật. Ngoại lệ duy nhất theo điều lệ là quốc huy có thể được các quan chức và bộ trưởng trong chính phủ sử dụng ở mặt ngoài tòa nhà của họ và trên các văn kiện in ấn.